# Синагога (Городниця)

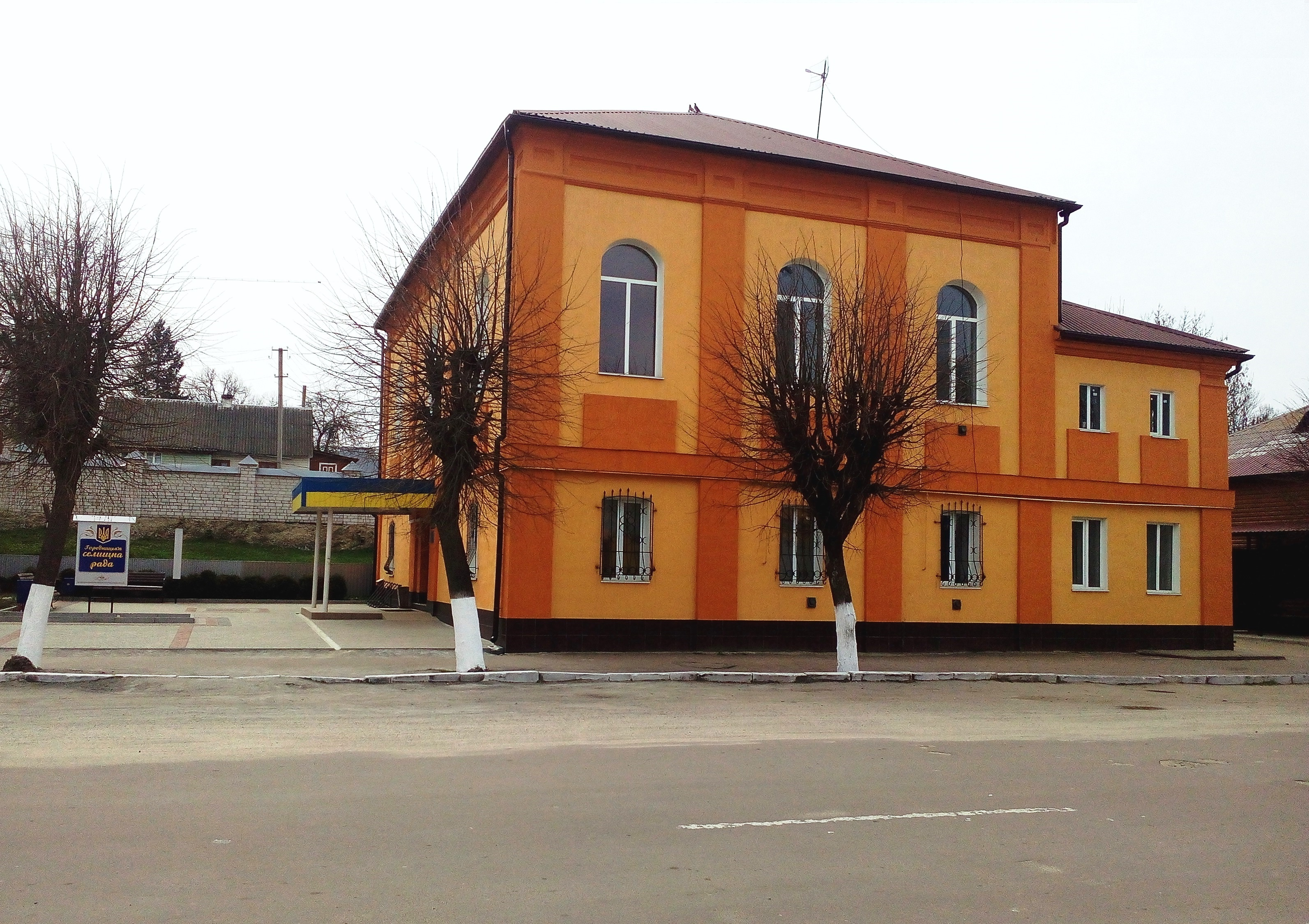
Синагога, селище Городниця

Синагога Бет-Гамедауш — це древня будівля розташована у селищі Городниця Звягельського району Житомирської області. Нині в ній перебуває рада, пам'ятка архітектури.

## Історія
Вперше про синагогу було згадано в літописах XIV століття, коли польський король подарував територію ордену домініканців. Незабаром селище розрослося.
Була зведена на зламі XIX та  XX століть  і збереглася до нашого часу. 
Синагога була побудована у строгому архітектурному стилі.Під час Другої світової війни храм дуже постраждав від рук більшовиків. Певний час приміщення було житловим будинком. Зараз тут знаходиться  селищна рада. 